# Сканно
Сканно (італ. Scanno) — муніципалітет в Італії, у регіоні Абруццо,  провінція Л'Аквіла.
Сканно розташоване на відстані близько 120 км на схід від Рима, 70 км на південний схід від Л'Акуїли.
Населення — 1890 осіб (2014).

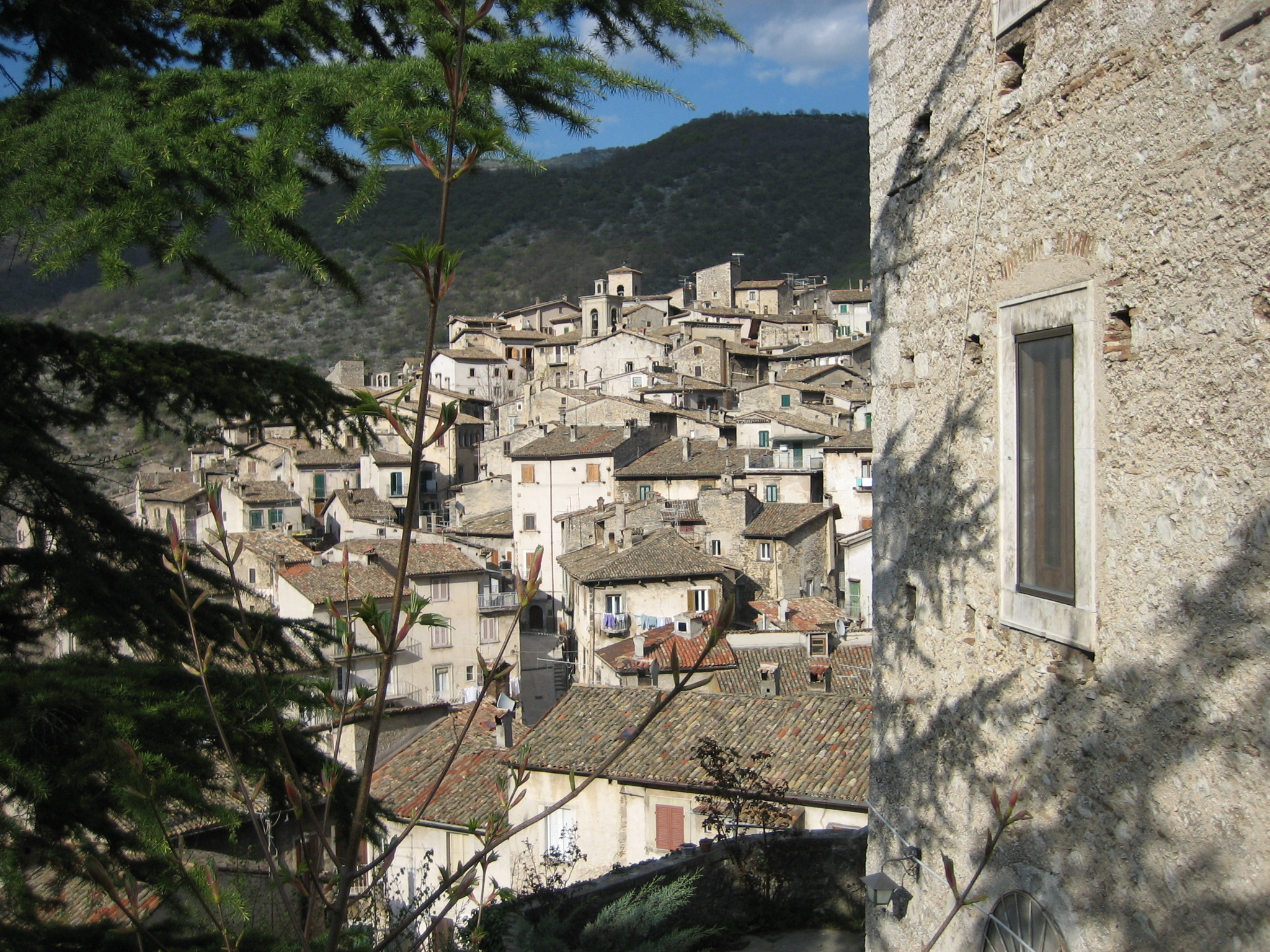

Щорічний фестиваль відбувається 20 вересня. Покровитель — Sant'Eustachio.

## Демографія
Населення за роками:

Станом на 1 січня 2023 року в муніципалітеті офіційно проживало 45 іноземців з 11 країн, серед них 32 громадяни країн Євросоюзу та 1 громадянин України.

## Сусідні муніципалітети
- Анверса-дельї-Абруцці
- Барреа
- Бізенья
- Буньяра
- Чивітелла-Альфедена
- Інтродаккуа
- Опі
- Пескассеролі
- Петторано-суль-Джиціо
- Ривізондолі
- Рокка-Пія
- Віллалаго
- Віллетта-Барреа